# Merl
Merl (Luxemburgs: Märel) is een plaats en een stadsdeel van Luxemburg-Stad. Tot 1920 behoorde Merl tot de gemeente Hollerich.

## Geografie
Merl is 242,79 hectare groot en ligt op een hoogte tussen 267,3 en 315,6 meter, in het westen van de stad. Het district wordt in het noorden begrensd door Bertrange en Belair en vervolgens, met de klok mee, door Hollerich, Cessange en Leudelange.

## Bevolking
In 2022 telde Merl 6.398 inwoners, waarvan 29,22% met de Luxemburgse nationaliteit.

## Galerij

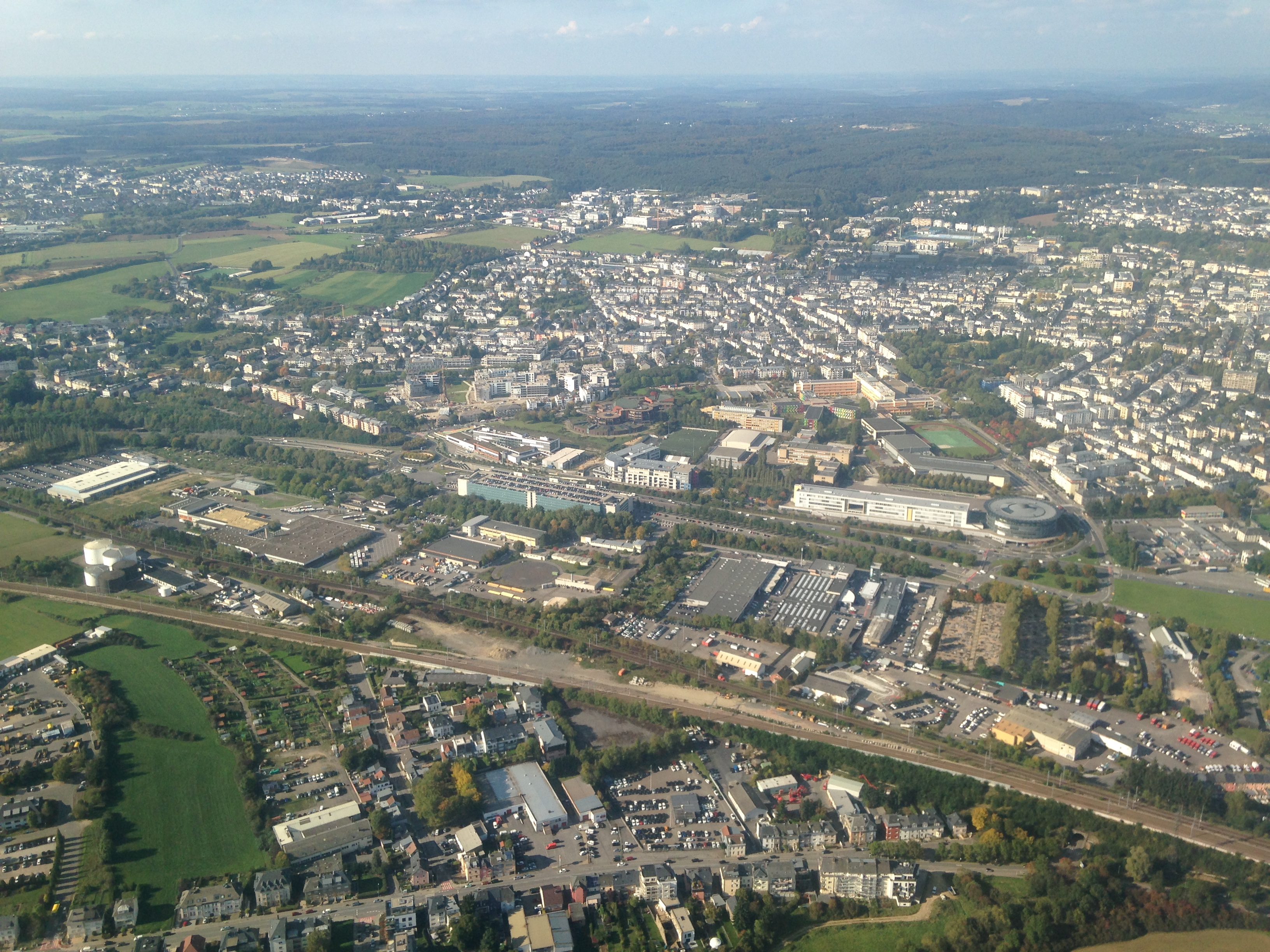
Zicht op Cessange, Hollerich, Merl en Belair
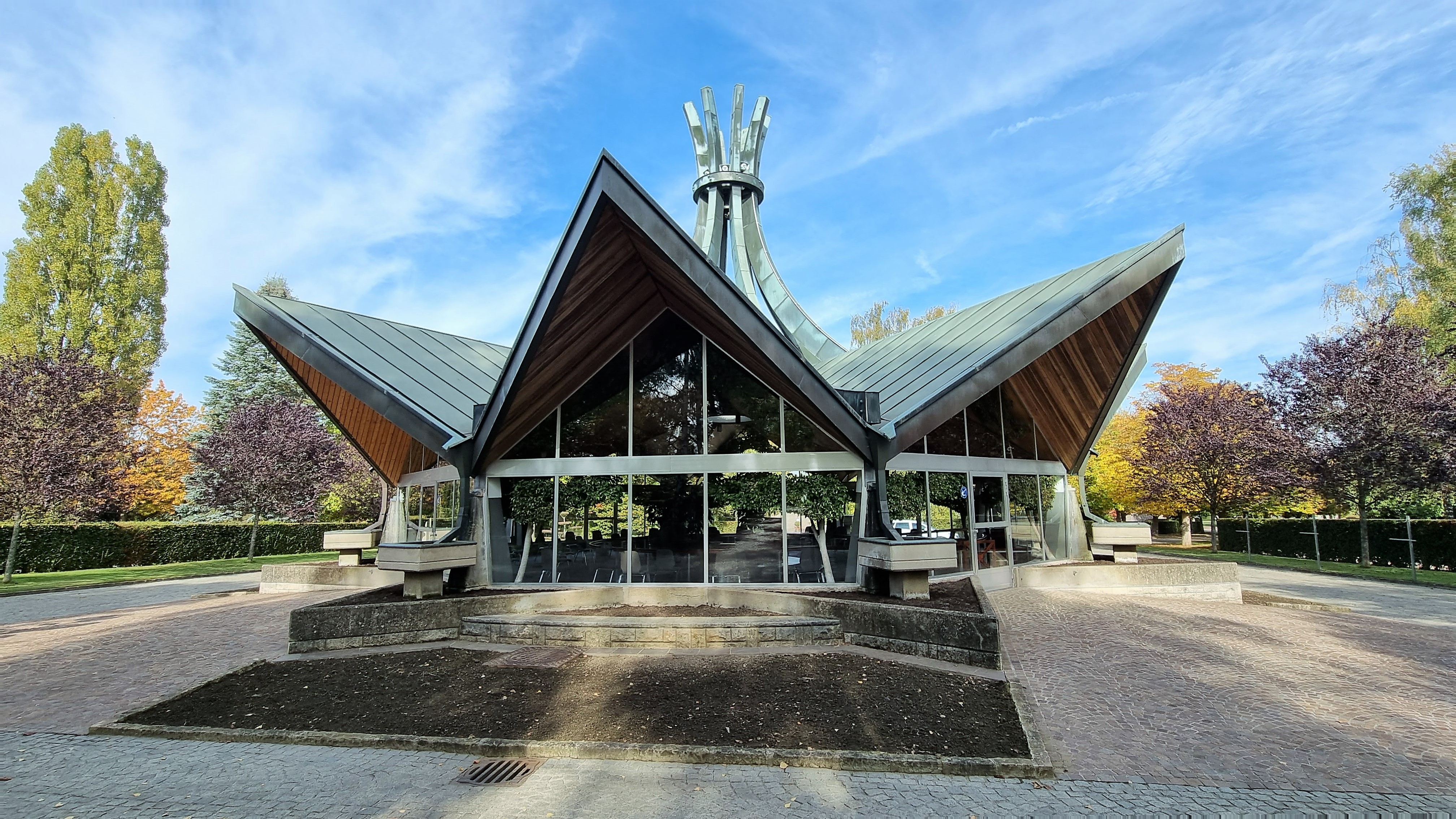
Kapel op de begraafplaats van Merl
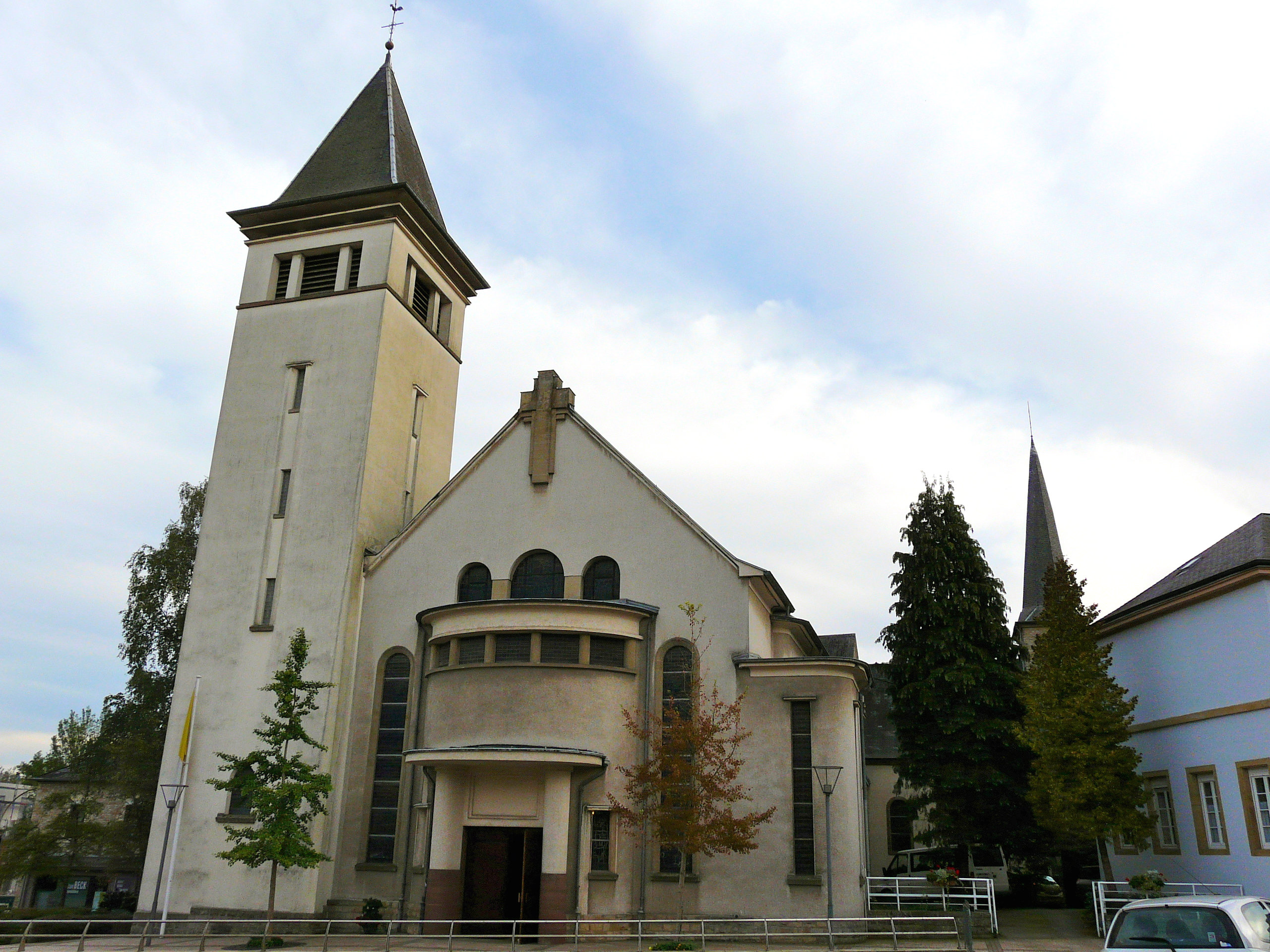
Église Saint Gengoul

Beggen · Belair · Bonnevoie-Nord-Verlorenkost · Bonnevoie-Sud · Cents · Cessange · Clausen · Dommeldange · Eich · Gare · Gasperich · Grund · Hamm · Hollerich · Kirchberg · Limpertsberg · Merl · Muhlenbach · Neudorf-Weimershof · Pfaffenthal · Pulvermühl · Rollingergrund-Belair Nord · Ville-Haute (Bovenstad, centrum) · Weimerskirch